# Fag hag

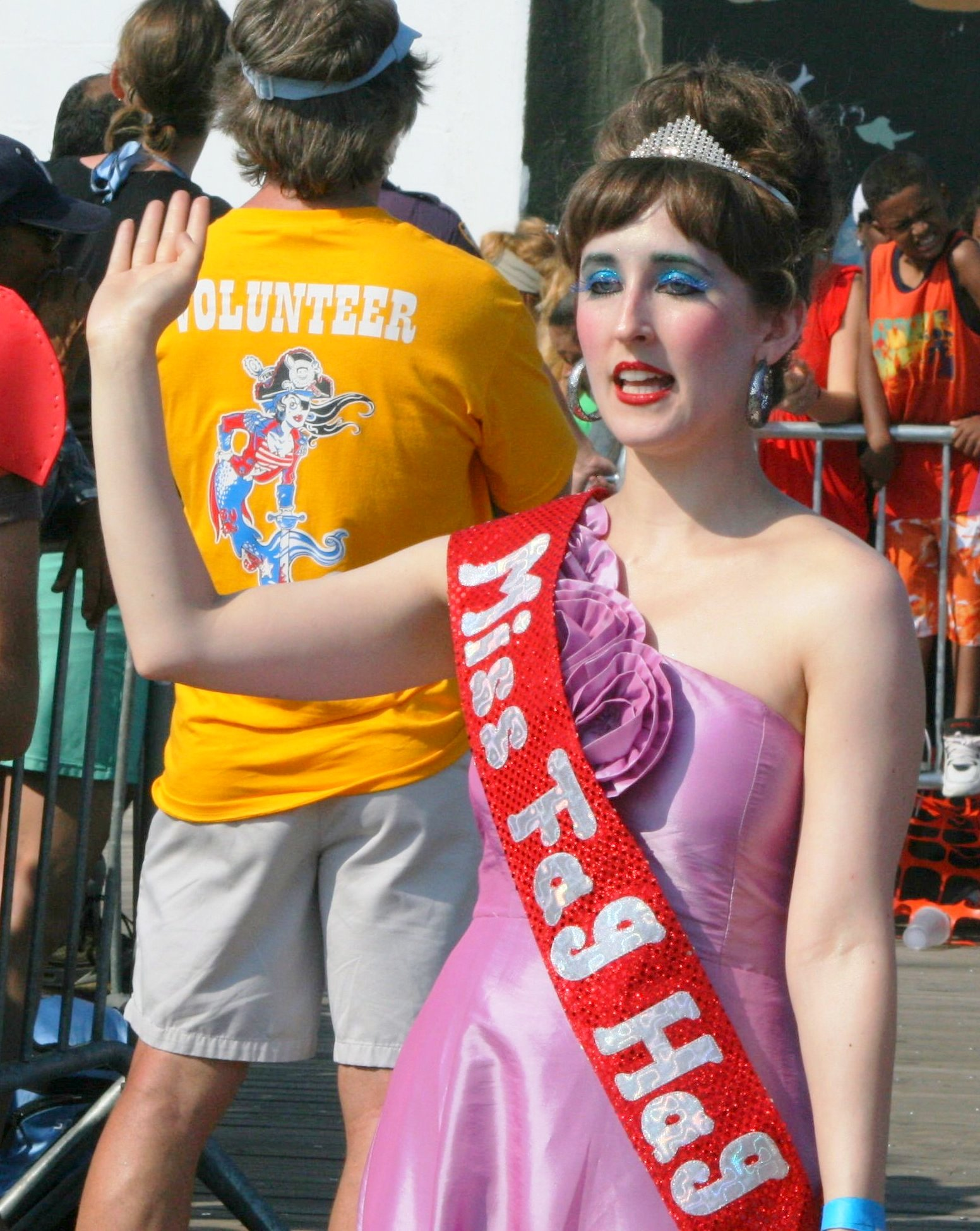
"Miss Fag Hag" alla Mermaid Parade di Coney Island (2010)

Fag hag è un termine dello slang LGBT che si riferisce a una donna che frequenta di preferenza o esclusivamente uomini omosessuali.
Il termine fag hag si è originato all'interno della cultura omosessuale maschile statunitense ed era inizialmente considerato un insulto. Al giorno d'oggi alcune donne rifiutano di essere chiamate fag hag, mentre altre abbracciano tale termine.
La controparte maschile, relativa a uomini che hanno simili relazioni interpersonali con uomini omosessuali, è fag stag, parte del fenomeno dell'"hag-ism", cioè l'identificazione di una persona con un gruppo – di solito omogeneo in termini di sessualità o identità di genere – del quale non è ufficialmente un membro.
Per uomini che hanno molte amiche lesbiche il termine gergale è invece Dutch boy, lesbro o dyke tyke.
Le persone che hanno legami di amicizia prevalentemente con lesbiche, omosessuali e bisessuali sono anche chiamate, indipendentemente dal loro sesso, fruit flies (in italiano moscerini della frutta).

## Uso
Lo stereotipo della fag hag è una donna estroversa che cerca un'alternativa alla relazione eterosessuale o che è - segretamente o apertamente - attratta dagli uomini gay. Di fatto, molte donne che si identificano come fag hag sono già impegnate in relazioni sentimentali, sia con uomini che con donne, ma apprezzano l'esperienza alternativa di socializzare con uomini gay e possono preferire la cultura gay alla controparte etero. In contrasto, donne che hanno un interesse sessuale per uomini gay o bisessuali si autodefiniscono girlfag.
Nelle interviste con uomini gay e donne autodefinitesi fag hag il tema più comune è la sicurezza. Tra un uomo omosessuale e una donna eterosessuale può infatti instaurarsi una relazione ricca e priva di attrazione sessuale, permettendo ai partecipanti di separare intimità emotiva ed erotico-sessuale.

## Termini correlati
In Italia il termine più comunemente conosciuto è frociarola, usato praticamente in tutto lo stivale. 
Sinonimi di fag hag in inglese americano sono fruit fly, queen bee, homo honey, Goldilocks ("Riccioli d'oro", dalla favola Riccioli d'oro e i tre orsi), flame dame, fairy princess, gabe (un portmanteau di gay e babe) e fairy godmother.
Nel caso di amicizia tra donne lesbiche e uomini gay, per questi ultimi viene usato il termine dyke diva.
Nel Regno Unito un uomo etero a cui piace la compagnia delle lesbiche è detto dikey likey.
A Roma in dialetto romanesco analogo alla gattara si usa il termine frociara.

## Nella cultura di massa
Il termine fag hag è stato spesso utilizzato nell'ambito dell'intrattenimento. Nel film Saranno famosi lo scrittore Christopher Gore usò il termine fag hag per descrivere il personaggio di Doris nella sua relazione con l'amico gay Montgomery. Un altro personaggio del film, Ralph, scherza su tale relazione dicendo che Doris dovrebbe fare un provino per il ruolo principale nel film I was a Teen-Age Fag Hag.
L'umorista Margaret Cho ha scritto e tratta regolarmente nei suoi spettacoli di stand-up comedy il suo essere una fag hag.
Il termine è usato anche nel dialogo tra Filippo e Martino nella seconda puntata della seconda serie di SKAM Italia. 
Il primo concorso annuale per fag hag - "Miss Fag Hag Pageant" - si è tenuto a New York City il 17 maggio 2009.